# Andelot-Blancheville
Andelot-Blancheville és un municipi francès situat al departament de l'Alt Marne i a la regió del Gran Est. L'any 2007 tenia 935 habitants.

## Fills il·lustres
- Michel Pignolet de Montéclair (1666-1737) compositor i musicòleg.

## Demografia

### Població
El 2007 la població de fet d'Andelot-Blancheville era de 935 persones. Hi havia 423 famílies de les quals 181 eren unipersonals (48 homes vivint sols i 133 dones vivint soles), 117 parelles sense fills, 97 parelles amb fills i 28 famílies monoparentals amb fills.
La població ha evolucionat segons el següent gràfic:
Habitants censats

### Habitatges
El 2007 hi havia 494 habitatges, 425 eren l'habitatge principal de la família, 34 eren segones residències i 35 estaven desocupats. 373 eren cases i 120 eren apartaments. Dels 425 habitatges principals, 242 estaven ocupats pels seus propietaris, 161 estaven llogats i ocupats pels llogaters i 21 estaven cedits a títol gratuït; 5 tenien una cambra, 42 en tenien dues, 99 en tenien tres, 133 en tenien quatre i 145 en tenien cinc o més. 311 habitatges disposaven pel capbaix d'una plaça de pàrquing. A 192 habitatges hi havia un automòbil i a 134 n'hi havia dos o més.

### Piràmide de població
La piràmide de població per edats i sexe el 2009 era:
| Homes | Edats   | Dones |
| ----- | ------- | ----- |
| 0     | 95 o +  | 0     |
| 4     | 90 a 94 | 4     |
| 0     | 85 a 89 | 12    |
| 4     | 80 a 84 | 4     |
| 16    | 75 a 79 | 36    |
| 16    | 70 a 74 | 24    |
| 32    | 65 a 69 | 32    |
| 24    | 60 a 64 | 20    |
| 28    | 55 a 59 | 36    |
| 32    | 50 a 54 | 24    |
| 40    | 45 a 49 | 48    |
| 32    | 40 a 44 | 48    |
| 44    | 35 a 39 | 52    |
| 40    | 30 a 34 | 40    |
| 12    | 25 a 29 | 16    |
| 28    | 20 a 24 | 28    |
| 32    | 15 a 19 | 16    |
| 44    | 10 a 14 | 40    |
| 24    | 5 a 9   | 32    |
| 28    | 0 a 4   | 36    |

## Economia
El 2007 la població en edat de treballar era de 602 persones, 385 eren actives i 217 eren inactives. De les 385 persones actives 343 estaven ocupades (196 homes i 147 dones) i 41 estaven aturades (9 homes i 32 dones). De les 217 persones inactives 62 estaven jubilades, 40 estaven estudiant i 115 estaven classificades com a «altres inactius».

### Ingressos
El 2009 a Andelot-Blancheville hi havia 403 unitats fiscals que integraven 854,5 persones, la mediana anual d'ingressos fiscals per persona era de 15.514 €.

### Activitats econòmiques
Dels 41 establiments que hi havia el 2007, 1 era d'una empresa alimentària, 3 d'empreses de fabricació d'altres productes industrials, 4 d'empreses de construcció, 8 d'empreses de comerç i reparació d'automòbils, 4 d'empreses de transport, 2 d'empreses d'hostatgeria i restauració, 2 d'empreses financeres, 5 d'empreses immobiliàries, 3 d'empreses de serveis, 5 d'entitats de l'administració pública i 4 d'empreses classificades com a «altres activitats de serveis».
Dels 14 establiments de servei als particulars que hi havia el 2009, 1 era una oficina d'administració d'Hisenda pública, 1 gendarmeria, 1 oficina de correu, 1 una oficina bancària, 1 funerària, 1 taller de reparació d'automòbils i de material agrícola, 1 autoescola, 2 paletes, 2 guixaires pintors, 2 perruqueries i 1 veterinari.
Dels 5 establiments comercials que hi havia el 2009, 1 era un supermercat, 1 una botiga de més de 120 m², 1 una botiga de menys de 120 m², 1 una botiga de material de revestiment de parets i terra i 1 una joieria.
L'any 2000 a Andelot-Blancheville hi havia 13 explotacions agrícoles que ocupaven un total de 2.370 hectàrees.

## Equipaments sanitaris i escolars
L'únic equipament sanitari que hi havia el 2009 era una farmàcia.
El 2009 hi havia una escola elemental.

## Poblacions més properes
El següent diagrama mostra les poblacions més properes.